# Zacatepec FC
W treści tego artykułu od 2018-03 występują prawdopodobnie wyrażenia zwodnicze, co nie jest zgodne z zasadami przyjętymi w Wikipedii.
Dokładniejsze informacje o tym, co należy poprawić, być może znajdują się w dyskusji tego artykułu.
 Po wyeliminowaniu niedoskonałości należy usunąć szablon [[Szablon:Dopracować|]] z tego artykułu.
Club Atlético Zacatepec 1948 – meksykański klub piłkarski z siedzibą w mieście Zacatepec de Hidalgo, w stanie Morelos. Obecnie występuje na drugim szczeblu rozgrywek – Ascenso MX. Domowe mecze rozgrywa na obiekcie Estadio Agustín Coruco Díaz (obecnie tymczasowo na Estadio Centenario).

## Osiągnięcia

### Krajowe
- Liga MX
  - Zwycięstwo (2): 1955, 1958
  - Drugie miejsce (1): 1953
- Ascenso MX
  - Zwycięstwo (5): 1951, 1963, 1970, 1978, 1984
  - Drugie miejsce (4): 1969, 1992, 1998 (Verano), 1999 (Invierno)
- Copa MX
  - Zwycięstwo (2): 1957, 1959
  - Drugie miejsce (2): 1958, 1971
- Campeón de Campeones
  - Zwycięstwo (1): 1958
  - Drugie miejsce (3): 1955, 1957, 1959

## Historia
Zacatepec awansował do pierwszej ligi w 1951 roku. Klub przeżywał okres swojej świetności w latach 50, kiedy to wywalczył dwa tytuły mistrzów Meksyku, jeden tytuł wicemistrzowski oraz zdobył Campeón de Campeones – Superpuchar Meksyku.
Zespół Zacatepec trenował przez pewien czas Ignacio Trelles, który był też selekcjonerem reprezentacji Meksyku na Mundialu 1962 oraz 1966.
Jesienią 2006 roku drużyna Zacatepec była filią pierwszoligowej Amériki.

## Aktualny skład
Stan na 1 września 2016.
| Nr | Poz. | Piłkarz                    |
| -- | ---- | -------------------------- |
| 3  | OB   | Carlos Josafat Ramos       |
| 4  | PO   | Víctor Emmanuel Guajardo   |
| 5  | PO   | Héctor Gutiérrez (kapitan) |
| 6  | PO   | Omar Mendoza               |
| 7  | PO   | Arturo Alvarado            |
| 8  | OB   | Juan Pablo Orozco          |
| 9  | NA   | Dante López                |
| 11 | NA   | Jhonathan Ramis            |
| 12 | BR   | Armando Navarrete          |
| 13 | BR   | Javier Enrique Caso        |
| 14 | OB   | Diego Calderón             |

| Nr | Poz. | Piłkarz                   |
| -- | ---- | ------------------------- |
| 16 | OB   | Rolando Daniel Sena       |
| 17 | NA   | Luis Fernando Cruz        |
| 18 | OB   | Jesús Zaid Veyna          |
| 19 | NA   | Jesús Alberto Lara        |
| 21 | PO   | Lugiani Gallardo          |
| 22 | NA   | Emiliano Bonfigli         |
| 24 | OB   | Alejandro Berber          |
| 26 | BR   | Ignacio Salvador Segreste |
| 28 | OB   | Jonathan Jair Miramontes  |
| 30 | PO   | Luis Enrique Romero       |
| 33 | NA   | Mauricio Romero           |